# Ernst Philipp von Sensburg
Ernst Philipp, Freiherr von Sensburg (* 1. Juli 1752 in Lonnerstadt; † 3. Juli 1831 in Karlsruhe) war ein badischer Ministerialbeamter, Minister und Diplomat.

## Familie
Seine Eltern waren Juden und trugen den Namen Gerst. Sensburgs Vater war Adam Friedrich Sensburg (auch Marx Gerst, siehe auch Sensburg (Mrągowo)), ein bedeutender Heereslieferant im Siebenjährigen Krieg und wie sein Vater Salomon Hoffaktor am Bamberger Hof. Er konvertierte mit seinen Kindern, darunter auch Ernst Philipp, 1765 zum katholischen Glauben. Dessen Taufpate war Ernst Philipp Voit von Salzburg, Propst, Regierungspräsident und ständiger Statthalter zu Bamberg.
Ernst Philipp von Sensburg heiratete am 9. Juli 1783 in Wien die am 30. März 1761 in Köln geborene Thekla Maria Magdalena Schmitz. Sie war eine illegitime Tochter von Damian August Philipp Karl, Graf von Limburg-Vehlen-Stirum, Fürstbischof von Speyer und der Maria Johanna Friederica von Thalmüller. Ernst Philipp von Sensburg wurde in Bruchsal Vater von fünf Kindern.

## Wirken
Noch während des Studiums der Rechtswissenschaften war Ernst Philipp von Sensburg am Reichshofrat in Wien tätig und arbeitete dort an den landständischen Prozessen gegen die Kurfürsten und Herzöge. Dies gab ihm das Rüstzeug für die kommenden Verhandlungen, die er für Baden mit zahlreichen Staaten führte. Es verlieh ihm aber auch die nötige Weitsicht, die er später, als er die Leitung des Finanzministeriums übernahm, benötigte – zu ungünstiger Zeit, als die badischen Finanzen am Boden lagen.
Philipp von Sensburg wurde 1810 zum Staatsrat und 1814 zum referierenden Kabinettsystemsrat in Angelegenheiten des Finanz- und Innenministeriums ernannt. 1817 erhielt von Sensburg die Ernennung zum Direktor des Innenministeriums.
In den Jahren vor seiner Zeit als Direktor des Innenministeriums, aber auch noch nach 1817, gingen von Ernst Philipp von Sensburg zahlreiche Änderungsvorschläge, die Staatsorganisation betreffend, aus. In einer geheimen Kabinettskonferenz legte er in einem Referat mit dem Titel Fortgesetzte Vorschläge, die subjektive Reduktion der Staatsziviladministration betreffend weitere Probleme des Staates dar. Ergänzt wurde dieser Vortrag durch die kurze Zeit später folgende Analyse mit dem Titel Die künftige Vereinfachung und Konzentrierung der Staatsverwaltung.
Ernst Philipp von Sensburg schrieb mehrere die badischen und deutschen Finanzen sowie den Staatsdienst betreffende Bücher. 1831, in von Sensburgs Todesjahr, erschien sein Buch Ideen über einige Probleme im Steuerwesen und über einige andere Gegenstände, die an der Tagesordnung sind.

### Wiener Kongress
Zum Wiener Kongress 1814/1815 wurde von Sensburg entsandt, um für Baden in wichtigen Territorialfragen zu verhandeln. Hier gelang es ihm, die bayerischen Forderungen, wonach alles von Wertheim bis an die Banngrenze von Neckargemünd bayerisch werden sollte, zu entkräften. Nur durch geschickte Verhandlungen und richtige Einschätzung der politischen Lage war dies möglich, da der Landgewinn für Bayern einen großen Machtzuwachs bedeutet hätte.
Zusammen mit diesen Verhandlungen, die er mit dem Grafen von Nesselrode führte, leitete er auch die Unterredungen über die Militärverpflegungssachen, was er für Baden und Österreich gleichfalls so vortrefflich leistete, dass er hierfür den österreichisch-kaiserlichen Leopold-Orden erhielt.

## Ruhestand und Tod
Im Juli 1830 bat er zum wiederholten Mal um die Versetzung in den Ruhestand, der dann Großherzog Leopold (Baden) letztendlich stattgab. Am 3. Juli 1831 starb Ernst Philipp von Sensburg im Alter von 79 Jahren in Karlsruhe.

## Auszeichnungen
Ernst Philipp von Sensburg war zu einer sehr schwierigen Zeit Minister in Baden geworden und hatte durch sein Engagement Wichtiges für den Staat geleistet, was auch an den Auszeichnungen, die er erhielt, deutlich wurde.
Für seine herausragenden Dienste während des Wiener Kongresses, aber auch für die weitläufigen Mediationsaufgaben, wurde Ernst Philipp von Sensburg am 4. August 1815 in den erblichen Freiherrnstand erhoben.
Er war Großkreuz des Ordens vom Zähringer Löwen, Ritter des Großherzoglich Hessischen Ludwigsordens und des österreichischen Leopold-Ordens sowie Inhaber des Russischen Ordens der Heiligen Anna II. Klasse in Brillanten.

## Schriften
- Praktische Anleitung zur richtigen Bilanzierung des reinen Ertrages und gleichzeitiger Würdigung des statistischen Wertes ganzer Herrschaften, auch einzelner Städte, Dörfer und Gefälle. Karlsruhe 1806.
- Entwurf einer Gemeindeordnung in Mitbeziehung auf standes- und grundherrliche Rechtsverhältnisse. Karlsruhe 1821. Digitalisat
- Entwurf für eine umfassende und gleichheitliche Bestimmung der standes- und grundherrlichen Rechtsverhältnisse. Mit Erläuterungen über die einzelnen Vorschläge. Karlsruhe 1821.
- Der Separatismus und dessen Einfluß auf das kirchliche und bürgerliche Leben. In: Sophronizon XIII. (1831), 3. Heft, S. 1–32, Heidelberg 1831 Digitalisat
- Die Abschaffung des Zehnten zum Vorteil der Zehntepflichtigen ohne Nachteil der Zehntberechtigten. In: Sophronizon XIII. (1831), 3. Heft, S. 33–69, Heidelberg 1831. Digitalisat
- Ideen über einige Probleme im Steuerwesen. Heidelberg 1831.